# Rohta
Rohta es una ciudad censal situada en el distrito de Agra en el estado de Uttar Pradesh (India). Su población es de 12063 habitantes (2011). 

## Demografía
Según el censo de 2011 la población de Rohta era de 12063 habitantes, de los cuales 6547 eran hombres y 55,16eran mujeres. Rohta tiene una tasa media de alfabetización del 73,18%, superior a la media estatal del 67,68%: la alfabetización masculina es del 83,80%, y la alfabetización femenina del 60,45%.